# Championnats du monde de cyclisme sur piste 1982
Navigation
Brno 1981 Zurich 1983
Les championnats du monde de cyclisme sur piste 1982 ont eu lieu à Leicester en Angleterre en 1982. Quatorze épreuves sont disputées : 12 par les hommes (5 pour les professionnels et 7 pour les amateurs) et deux par les femmes.

## Résultats

### Hommes

#### Podiums professionnels
| Compétition            | Or                      | Argent                      | Bronze                      |
| ---------------------- | ----------------------- | --------------------------- | --------------------------- |
| Keirin                 | Gordon Singleton Canada | Danny Clark Australie       | Turu Kitamura Japon         |
| Vitesse individuelle   | Kōichi Nakano Japon     | Gordon Singleton Canada     | Yavé Cahard France          |
| Poursuite individuelle | Alain Bondue France     | Hans-Henrik Ørsted Danemark | Maurizio Bidinost Italie    |
| Course aux points      | Urs Freuler Suisse      | Gary Sutton Australie       | Roman Hermann Liechtenstein |
| Demi-fond              | Martin Venix Pays-Bas   | Wilfried Peffgen Allemagne  | Bruno Vicino Italie         |

#### Podiums amateurs
| Compétition            | Or                                                                                      | Argent                                                                             | Bronze                                                                   |
| ---------------------- | --------------------------------------------------------------------------------------- | ---------------------------------------------------------------------------------- | ------------------------------------------------------------------------ |
| Kilomètre              | Fredy Schmidtke Allemagne de l'Ouest                                                    | Lothar Thoms Allemagne de l'Est                                                    | Emanuel Raasch Allemagne de l'Est                                        |
| Vitesse individuelle   | Sergueï Kopylov Union soviétique                                                        | Lutz Hesslich Allemagne de l'Est                                                   | Emzar Gulachvili Union soviétique                                        |
| Poursuite individuelle | Detlef Macha Allemagne de l'Est                                                         | Rolf Gölz Allemagne de l'Ouest                                                     | Mario Hernig Allemagne de l'Est                                          |
| Poursuite par équipes  | Union soviétique Konstantin Khrabvzov Alexandre Krasnov Valeri Movchan Sergeï Nikitenko | Allemagne de l'Ouest Roland Günther Gerhard Strittmatter Axel Bokeloh Michael Marx | Allemagne de l'Est Detlef Macha Mario Hernig Gerald Buder Volker Winkler |
| Course aux points      | Hans-Joachim Pohl Allemagne de l'Est                                                    | Michael Marcussen Danemark                                                         | Karl Krenauer Autriche                                                   |
| Demi-fond              | Gaby Minneboo Pays-Bas                                                                  | Mattheus Pronk Pays-Bas                                                            | Rainer Podlesch Allemagne de l'Ouest                                     |
| Tandem                 | Tchécoslovaquie Ivan Kucirek Pavel Martinek                                             | Allemagne de l'Ouest Dieter Giebken Fredy Schmidtke                                | Pays-Bas Sjaak Pieters Tom Vrolijk                                       |

### Femmes
| Compétition            | Or                           | Argent                      | Bronze                                  |
| ---------------------- | ---------------------------- | --------------------------- | --------------------------------------- |
| Vitesse individuelle   | Connie Paraskevin États-Unis | Sheila Young États-Unis     | Claudia Lommatzsch Allemagne de l'Ouest |
| Poursuite individuelle | Rebecca Twigg États-Unis     | Connie Carpenter États-Unis | Jeannie Longo France                    |

## Tableau des médailles
| Rang | Nation               | Or | Argent | Bronze | Total |
| ---- | -------------------- | -- | ------ | ------ | ----- |
| 1    | Allemagne de l'Est   | 2  | 2      | 3      | 7     |
| 2    | États-Unis           | 2  | 2      | 0      | 4     |
| 3    | Pays-Bas             | 2  | 1      | 1      | 4     |
| 4    | Union soviétique     | 2  | 0      | 1      | 3     |
| 5    | Allemagne de l'Ouest | 1  | 4      | 2      | 7     |
| 6    | Canada               | 1  | 1      | 0      | 2     |
| 7    | France               | 1  | 0      | 2      | 3     |
| 8    | Japon                | 1  | 0      | 1      | 2     |
| 9    | Suisse               | 1  | 0      | 0      | 1     |
| -    | Tchécoslovaquie      | 1  | 0      | 0      | 1     |
| 11   | Australie            | 0  | 2      | 0      | 2     |
| -    | Danemark             | 0  | 2      | 0      | 2     |
| 13   | Italie               | 0  | 0      | 2      | 2     |
| 14   | Autriche             | 0  | 0      | 1      | 1     |
| -    | Liechtenstein        | 0  | 0      | 1      | 1     |